# Маркус Вандт
Маркус Вандт (швед. Marcus Wandt) — шведський  пілот-випробувач, третій шведський астронавт у космосі.

## Біографія

### Освіта, навчання
Маркус Вандт народився 22 вересня 1980 році у м. Мура.
У 1999 році закінчив середню школу Сундста-Ельвкулле, після чого вступив до Школи повітряно-десантних рейнджерів шведської армії.
З 2000 по 2007 рік навчався у Технічному університеті Чалмерса у Гетеборзі, вивчаючи електроніку, штучний інтелект, комунікаційні технології та основи космічної інженерії. По закінченні навчання отримав диплом магістра електротехніки.
Водночас навчався військовим спеціальностям, протягом 2003—2005 років пройшовши підготовку у Військовій академії Карлберга у Стокгольмі.
У 2004—2005 роках навчався у льотній школі Повітряних сил Швеції, отримавши базову льотну підготовку.
У 2006 році пройшов базову підготовку як пілот-винищувач.
У 2011 році пройшов підготовку у Школі командування повітряними операціями ВПС Швеції.
У період з 2013 по 2014 рік навчався у Школі льотчиків-випробувачів ВМС США.

### Професійна кар'єра
З 2003 по 2014 рік — пілот-винищувач ВПС Швеції.
У 2006 році заснував власну компанію Intuitech AB, що займається навчанням та підготовкою пілотів-винищувачів.
З 2014 по 2018 рік — пілот-випробувач, з 2018 по 2019 рік — заступник головного пілота-випробувача, з 2020 року — головний  пілот-випробувач у компанії SAAB у Лінчепінгу.
У листопаді 2022 року М. Вандта було обрано резервним астронавтом ЄКА серед 22 500 претендентів та в січні 2024 року він був включений до складу космічної місії.
18 січня 2024 року у рамках місії Axiom Mission 3 (Ax-3), організованою компанією Axiom Space, на космічному кораблі SpaceX Falcon 9, у складі екіпажу з чотирьох астронавтів, здійснив політ у космос.
09  лютого 2024 року повернувся на Землю. Перебуваючи на орбіті, М. Вандт здійснив понад 20 наукових досліджень, серед яких експерименти зі стовбуровими клітинами, вплив перебування у космосі на когнітивні здібності, залежність динаміки верхніх шарів атмосфери від гроз та блискавок.

## Почесні звання
- Почесний доктор Лінчепінзького університету[13];

- Почесний доктор Технологічного університету Чалмерса[14].

## Цитати
«Я хочу досліджувати та відкривати наш світ, вивчати та створювати нові речі, які сприяють прогресу. Я хочу брати участь у створенні фундаменту, від якого людство крокуватиме далі».